# Juan Carlos Baglietto
Juan Carlos Baglietto (* 14. Juni 1956 in Rosario/Provinz Santa Fe) ist ein argentinischer Singer-Songwriter.

## Karriere
Baglietto gehörte verschiedenen Amateurbands (Via Venetos, Confidencia) an, bevor er 1975 mit dem Keyboarder Juan Chianelli, dem Bassisten Jorge Llonch, dem Flötisten Piraña Fegundez, dem Gitarristen Alberto Corradini und dem Schlagzeuger Daniel Wirtz die Gruppe Irreal gründete. Diese nahm 1979 am ersten Encuentro Nacional de Rock del Interio in Tucamán teil und nahm vor ihrer Auflösung im gleichen Jahr ein Album auf.
Anfang der 1980er Jahre trat er mit einer aus Fito Páez, Silvina Garré und Zappo Aguilera bestehenden Band auf, die 1982 die LP Tiemps dificiles veröffentlichte. 1983 trennte er sich mit Garré von der Band und nahm mit diesem die LP Baglietto auf. Er nahm am Festival de La Falda, dem Konzert El Rosariozo in seiner Heimatstadt (neben Litto Nebbia, Silvina Garrè und Fabiàn Gallardo) und bei einer Promotiontour durch Chile am Festival de Viña del Mar teil und gab in Mexiko am Teatro Astral fünf ausverkaufte Konzerte. Mit Nito Mestre, Celeste Carballo und Obeja Negra präsentierte er 1984 in Chile das Album Porque Cantamos.
1986 trat er in Rosario mit Fito Pàez, Silvina Garrè und Antonio Tarragò Ros in einem Konzert vor 100.000 Zuhörern auf. Seine LP Mami (mit Sergio Sainz, Bass, Eduardo Rogatti, Gitarre, Marco Pusineri, Schlagzeug und Rubèn Goldìn, Gesang) wurde 1987 in einer Choreographie mit lebensgroßen Marionetten und Tänzern aufgeführt. Als Vertreter Argentiniens nahm er an den Internationalen Jugendfestivals in der UdSSR 1988 (neben León Gieco und Litto Nebbia) und Südkorea 1989 teil.
1990 erschien Bagliettos Album Ayùdame a mirar in Zusammenarbeit u. a. mit Adriàn Abonizio, Rubèn Goldìn, Chico Buarque und Joaquìn Sabina. Mit Lito Vitale realisierte er das Musikprojekt Postales de este lado del mundo mit Songs von Carlos Gardel, Homero Manzi, den Brüdern Expòsito, Mariano Mores und Discèpolo. Mit Adriàn Abonizio, Fito Pàez, Jorge Fandermole und Rubèn Goldìn nahm er 1996 das Album Luz quitapenas auf. Bei einer Aufführung seiner größten Hits am Operntheater von Buenos Aires mit Musikern wie Leòn Gieco, Fito Pàez, Ana Belèn, Joaquìn Sabina und Alejandro Lerner wurde 1998 15 años aufgenommen. Sein Album Postales del alma (mit Lito Vitale) wurde 2000 für den Latin Grammy als bestes Tango-Album ausgezeichnet.

## Diskografie (Auswahl)
- 1983: Baglietto (AR: Platin)[1]
- 1991: Postales de este Lado del Mundo (AR: Gold)
- 1998: 15 Años (AR: Platin)